# Argel
Argel (en árabe: الجزائر‎ Al-Ŷazā'ir, «las islas», en francés: Alger, en tamazight: ⴷⵣⴰⵢⴻⵔ Ledzayer) es la capital y la mayor ciudad de Argelia. Argel está situada en el litoral mediterráneo y es el principal puerto del noroeste del Magreb.
Conocida como «Argel la blanca» por el blanco luminoso de sus edificios vistos desde el mar, evolucionó en el siglo XIX hacia una ciudad mezcla de oriente y occidente que sedujo a muchos viajeros y escritores europeos a principios del siglo XX. Actualmente es una ciudad moderna, cuyos edificios y avenidas de estilo colonial francés empezaron a ser construidos en el siglo XIX; en el corazón de la ciudad, la alcazaba (casbah), con sus callejuelas laberínticas, corresponde a la ciudad vieja y fue declarada Patrimonio de la Humanidad por la Unesco en el año 1992.

## Etimología
El nombre en árabe es الجزائر Al-Ŷazā'ir significa literalmente: "las islas" y llegó al español a través del catalán Aljer. El nombre aparece en las lenguas europeas desde el siglo XIII con diferentes formas: Alguer, Algecira, Zizera, Aurger, Alger y Argel (desde el siglo XV)
Las hipótesis acerca de cuáles son estas islas han sido numerosas. Diego de Haedo escribió que se trataba de las islas situadas frente a la ciudad, que en español se denominan peñón de Argel. El arqueólogo Adrien Berbrugger retomó esta interpretación aplicándola unos islotes desaparecidos frente al puerto, unidos para levantar el muelle actual.
Los geógrafos musulmanes medievales, en cambio, consideraban que isla era una metáfora de la costa fértil de Argelia entre el Sahara y el Mediterráneo.
Una hipótesis completamente distinta asigna al topónimo un origen bereber, a saber del conquistador Buluggin ibn Ziri, fundador de la dinastía de los Ziríes, quien hizo edificar la ciudad en 960 sobre las ruinas de la antigua Icosium, con el nombre de Jazaʾir Banī Mazghanna (جزائر بني مزغانة), "Islas de los hijos de Mazghana". usado por los geógrafos medievales, pero que en realidad significaba: (جز بني مزغانة) "Ziri de los de los hijos de Mazghana. El patronímico Ziri significa "claro de luna" en tamazigth.

## Historia
Según la leyenda, Argel fue fundada por el héroe mitológico Hércules. Según los restos arqueológicos encontrados en la ciudad en 1940, se calcula que su fundación sería anterior al siglo IV a. C. En su origen, fue un puerto fenicio llamado Ikosim, y pertenecía a los antiguos reinos bereberes de Mauritania y de Numidia. Su nombre que fue latinizado como Icosium cuando a partir del año 146 a. C. fue integrada en el área de influencia del Imperio romano, a raíz de una alianza entre el rey bereber Masinisa y el general romano Escipión el Africano, durante las guerras púnicas.
A la muerte del rey Ptolomeo de Mauritania en 40 d. C., la región de Argel fue anexionada al Imperio romano e incluida en la provincia romana de Mauritania Cesariense.
Argel fue fundada formalmente en el año 972 d. C. por Buluggin ibn Ziri, aunque su historia se remonta a alrededor del 1200-250 a. C., cuando era un pequeño asentamiento fenicio dedicado al comercio. Estuvo bajo el control de numerosas naciones e imperios, como Numidia, el Imperio romano y los califatos islámicos, convirtiéndose en la capital de la Regencia de Argel de 1516 a 1830 d. C., y posteriormente bajo el control de Francia debido a una invasión que la convirtió en capital de la Argelia francesa de 1830 a 1942, 
En el siglo V fue conquistada por los vándalos que la gobernaron durante un siglo hasta su derrota frente al ejército bizantino en 533. Fue entonces integrada en el Imperio bizantino.
En el siglo VIII, los árabes conquistan el norte de África e introducen el islam. La región de Argel estaba habitada entonces por los Maghrawas, una tribu bereber Zenata. Al final de una larga guerra, el jefe bereber Sanhaya Ziri ben Manad los venció y los expulsó por cuenta de los Fatimíes a principios del siglo X. Autorizó a su hijo, Buluggin ibn Ziri, a fundar, o a reconstruir y ampliar, tres ciudades: Medea, Miliana y Djazaïr Beni Mezghanna, "las islas de los hijos de los Mezghannas", la actual Argel.

Argel en la segunda mitad del (Civitates orbis terrarum)

En torno al año 1068 (un siglo antes de la llegada de los almohades), el geógrafo e historiador Abu Abdullah al-Bakri describe la ciudad en su Descripción del África septentrional como una ciudad importante y monumental que había sido la "capital de un vasto imperio".
A partir del siglo X se convirtió en un importante puerto por el que pasaba gran parte del comercio del Mediterráneo, pero no adquiere verdadera importancia hasta el siglo XV con la llegada de musulmanes del reino nazarí de Granada ante el avance de la guerra de Granada y derrota final ante los Reyes Católicos. Los españoles ocuparon y fortificaron en 1510 el peñón situado frente al puerto, pero fueron desalojados por Barbarroja en 1530, el cual, con la protección del Imperio otomano convirtió la ciudad en una base para la piratería que acosaba tanto a barcos mercaderes como militares españoles y británicos. Una expedición contra la ciudad por parte del emperador Carlos I fracasó en 1541. 

### Ocupación francesa
En 1830, el rey francés Carlos X mandó enviar una expedición militar a Argel utilizando como pretexto un incidente entre el cónsul francés y el bey de Argel.
El 14 de junio de 1830 la ciudad fue conquistada por los franceses. Inicialmente una ocupación temporal, la colonia argelina duró más de 132 años hasta su independencia en 1962.
Durante la Segunda Guerra Mundial, y tras el desembarco aliado en el norte de África en noviembre de 1942, Argel tuvo un papel principal al ser el cuartel general del general Charles de Gaulle hasta el final de la guerra. Posteriormente, el socialismo revolucionario tuvo un fuerte impacto en Argelia. Durante la lucha por la independencia contra Francia (1954-1962) fue escenario de importantes enfrentamientos. En 1962 se la proclamó capital de la Argelia independiente.

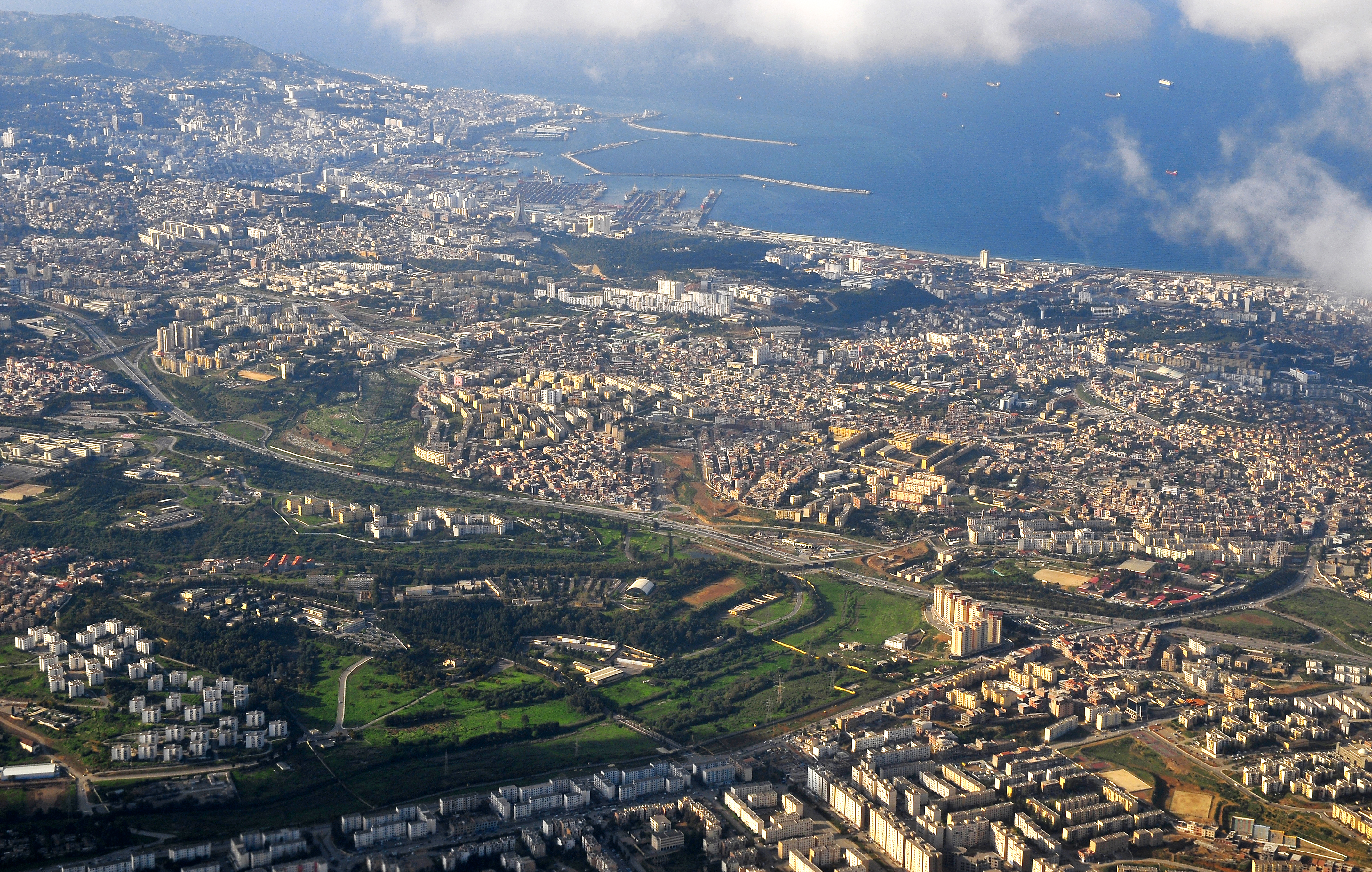
Vista aérea de la ciudad en el

Durante la guerra de la independencia el comandante Azzedine miembro del FLN fue nombrado por el Gobierno provisional de la República de Argelia (GPRA) como responsable de la Zona Autónoma de Argel. En la guerra de independencia Argel fue escenario de atentados y combates entre las distintas facciones en las que se destacan los partidarios de la independencia. FLN, GPRA, los guerrilleros llamados fedayín y los partidarios de la permanencia en Francia, los llamados pieds-noirs y otros grupos como el OAS y sus comandos Delta.
La ciudad experimentó un espectacular aumento de población duplicándose su población en poco tiempo (en 1983 apenas vivían un millón y medio de personas). Actualmente más del 10% de la población del país se concentra en la capital.
El 11 de diciembre de 2007, dos bombas estallaron en zonas de clase alta de la ciudad. Más de 67 personas murieron en este atentado que fue atribuido al grupo Al Qaeda del Magreb Islámico.

## Geografía

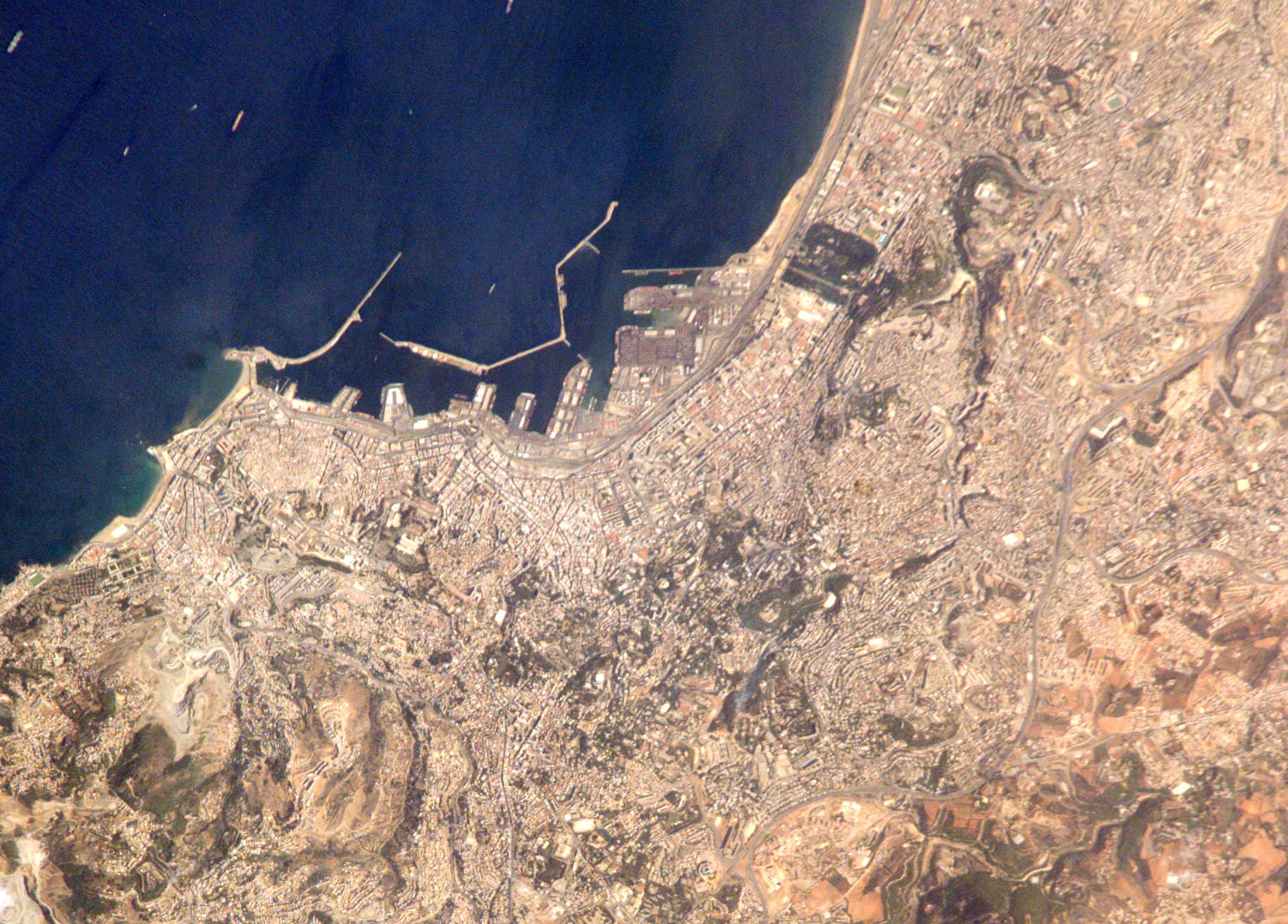
Vista satélite de Argel tomada por la NASA

Argel fue edificada en las estribaciones de las colinas del Sahel argelino, una serie de colinas de baja altitud que la separan de la fértil llanura costera, llamada mitidja.  Los 230 km² de la metrópoli se extienden sobre una treintena de kilómetros. La ciudad es bordeada en el norte y al este por el mar Mediterráneo.
El Argel precolonial, la Alcazaba o Casbah, cubre el flanco de una colina en el centro de la ciudad, y desciende con un desnivel de unos 150 m hasta el puerto. Los primeros barrios que nacieron fuera de las murallas otomanas se extendieron sobre ese promontorio que domina la amplía bahía de Argel, al este. Los primeros barrios periféricos se levantaron a lo largo de la bahía, sobre unos terrenos pantanosos.

### Clima
El clima de Argel es mediterráneo marino, con unas temperaturas moderadas por la influencia marítima, de ahí que en enero oscilen entre los 16 °C como media de las máximas y los 6 °C como media de las mínimas. En verano y a pesar de su situación meridional gracias a las brisas la media de las máximas no tiende a superar los 30 °C y las mínimas rondan los 19 °C, esto no quiere decir que en momentos puntuales las máximas no se disparen, especialmente cuando soplan los vientos del Sur, provenientes del Sáhara que son muy cálidos, en los últimos años la máxima ha llegado a superar los 35 °C.
En cuanto al régimen pluviométrico, las lluvias se dan especialmente en invierno y primavera, y son prácticamente inexistentes en verano. La nieve es muy rara; en 2012, la ciudad recibió hasta 10 cm de nieve en los altos de la ciudad, la primera nevada en ocho años.
| Parámetros climáticos promedio de Argel (aeropuerto internacional de Dar El Beïda)                             | Parámetros climáticos promedio de Argel (aeropuerto internacional de Dar El Beïda) | Parámetros climáticos promedio de Argel (aeropuerto internacional de Dar El Beïda) | Parámetros climáticos promedio de Argel (aeropuerto internacional de Dar El Beïda) | Parámetros climáticos promedio de Argel (aeropuerto internacional de Dar El Beïda) | Parámetros climáticos promedio de Argel (aeropuerto internacional de Dar El Beïda) | Parámetros climáticos promedio de Argel (aeropuerto internacional de Dar El Beïda) | Parámetros climáticos promedio de Argel (aeropuerto internacional de Dar El Beïda) | Parámetros climáticos promedio de Argel (aeropuerto internacional de Dar El Beïda) | Parámetros climáticos promedio de Argel (aeropuerto internacional de Dar El Beïda) | Parámetros climáticos promedio de Argel (aeropuerto internacional de Dar El Beïda) | Parámetros climáticos promedio de Argel (aeropuerto internacional de Dar El Beïda) | Parámetros climáticos promedio de Argel (aeropuerto internacional de Dar El Beïda) | Parámetros climáticos promedio de Argel (aeropuerto internacional de Dar El Beïda) |
| Mes | Ene.                                                                               | Feb.                                                                               | Mar.                                                                               | Abr.                                                                               | May.                                                                               | Jun.                                                                               | Jul.                                                                               | Ago.                                                                               | Sep.                                                                               | Oct.                                                                               | Nov.                                                                               | Dic.                                                                               | Anual                                                                              |
| --- | ---------------------------------------------------------------------------------- | ---------------------------------------------------------------------------------- | ---------------------------------------------------------------------------------- | ---------------------------------------------------------------------------------- | ---------------------------------------------------------------------------------- | ---------------------------------------------------------------------------------- | ---------------------------------------------------------------------------------- | ---------------------------------------------------------------------------------- | ---------------------------------------------------------------------------------- | ---------------------------------------------------------------------------------- | ---------------------------------------------------------------------------------- | ---------------------------------------------------------------------------------- | ---------------------------------------------------------------------------------- |
| Temp. máx. abs. (°C)                                                                                           | 27.4                                                                               | 31.3                                                                               | 36.3                                                                               | 37.2                                                                               | 41.2                                                                               | 44.6                                                                               | 48.7                                                                               | 47.5                                                                               | 44.4                                                                               | 39.4                                                                               | 34.4                                                                               | 30.4                                                                               | 48.7                                                                               |
| Temp. máx. media (°C)                                                                                          | 16.3                                                                               | 17.3                                                                               | 18.5                                                                               | 20.4                                                                               | 23.5                                                                               | 27.0                                                                               | 30.6                                                                               | 31.2                                                                               | 29.2                                                                               | 25.0                                                                               | 20.7                                                                               | 17.2                                                                               | 23.1                                                                               |
| Temp. media (°C)                                                                                               | 11.1                                                                               | 11.7                                                                               | 12.8                                                                               | 14.7                                                                               | 17.7                                                                               | 21.3                                                                               | 24.6                                                                               | 25.2                                                                               | 23.2                                                                               | 19.4                                                                               | 15.2                                                                               | 12.1                                                                               | 17.4                                                                               |
| Temp. mín. media (°C)                                                                                          | 5.5                                                                                | 5.9                                                                                | 7.0                                                                                | 8.8                                                                                | 12.0                                                                               | 15.6                                                                               | 18.5                                                                               | 19.1                                                                               | 17.1                                                                               | 13.7                                                                               | 9.6                                                                                | 7.2                                                                                | 11.7                                                                               |
| Temp. mín. abs. (°C)                                                                                           | -3.3                                                                               | -1.9                                                                               | -1.0                                                                               | -0.8                                                                               | 2.6                                                                                | 5.5                                                                                | 9.0                                                                                | 9.5                                                                                | 8.2                                                                                | 4.1                                                                                | -0.1                                                                               | -2.3                                                                               | -3.3                                                                               |
| Lluvias (mm)                                                                                                   | 80.0                                                                               | 81.8                                                                               | 73.4                                                                               | 61.1                                                                               | 39.9                                                                               | 16.7                                                                               | 4.6                                                                                | 7.4                                                                                | 34.2                                                                               | 76.0                                                                               | 96.4                                                                               | 115.2                                                                              | 686.7                                                                              |
| Días de lluvias (≥ 1 mm)                                                                                       | 11.4                                                                               | 10.6                                                                               | 9.7                                                                                | 9.1                                                                                | 7.3                                                                                | 2.5                                                                                | 1.5                                                                                | 2.5                                                                                | 5.3                                                                                | 8.6                                                                                | 11.1                                                                               | 12.1                                                                               | 91.7                                                                               |
| Horas de sol                                                                                                   | 149                                                                                | 165                                                                                | 202                                                                                | 258                                                                                | 319                                                                                | 318                                                                                | 350                                                                                | 319                                                                                | 237                                                                                | 229                                                                                | 165                                                                                | 136                                                                                | 2847                                                                               |
| Humedad relativa (%)                                                                                           | 82                                                                                 | 80                                                                                 | 77                                                                                 | 77                                                                                 | 75                                                                                 | 74                                                                                 | 73                                                                                 | 71                                                                                 | 75                                                                                 | 80                                                                                 | 80                                                                                 | 81                                                                                 | 77                                                                                 |
| Fuente n.º 1: World Meteorological Organization (UN), NOAA (1961-1990)                                         |                                                                                    |                                                                                    |                                                                                    |                                                                                    |                                                                                    |                                                                                    |                                                                                    |                                                                                    |                                                                                    |                                                                                    |                                                                                    |                                                                                    |                                                                                    |
| Fuente n.º 2: Danish Meteorological Institute (sun and relative humidity), Weatherbase (record highs and lows) |                                                                                    |                                                                                    |                                                                                    |                                                                                    |                                                                                    |                                                                                    |                                                                                    |                                                                                    |                                                                                    |                                                                                    |                                                                                    |                                                                                    |                                                                                    |

### Barrios
Los principales barrios de Argel son:

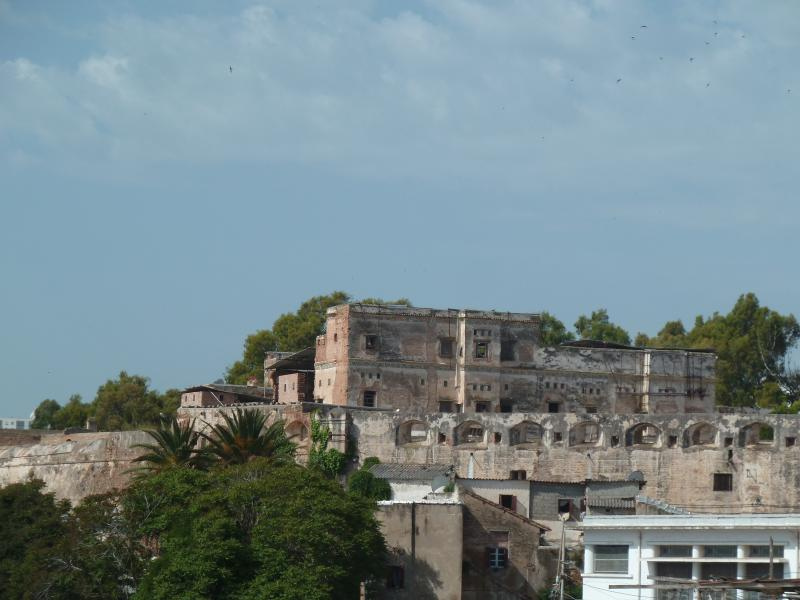
La Casba de Argel

- La Casba[18] (también denominada Casbah o Kasbah, del árabe Al Qasbah, "la Ciudadela"), Primer Distrito de Argel: llamado en árabe Al-Djazaïr Al Mahroussa ("Argel la Bien Protegida" en español), fue fundado sobre las ruinas de un antiguo Icosium. Es una pequeña ciudad que, construida sobre una colina, se adentra al mar dividida en dos: la ciudad alta y la baja. Está conformada por un laberinto de callejuelas típicas y empinadas. Tiene siete puertas: Bab El-Oued, Bab Azzoun, Bab Dzira, Bab El Bhar, Bab Ezzouar, Bab Jedid y Bab Sidi Abd Rahmane. Se encuentran mezquitas y edificaciones del siglo XVII y, especialmente las tres grandes mezquitas de la ciudad de Argel:[19] la mezquita Ketchaoua (cuya edificación data de 1794) flanqueada por dos minaretes, la mezquita nueva (Djemmá el Djedid) (levantada en 1660 durante la regencia otomana) y la Gran Mezquita de Argel (Djamaa el Kebir), la más antigua de Argel ya que fue construida a finales del siglo XI.

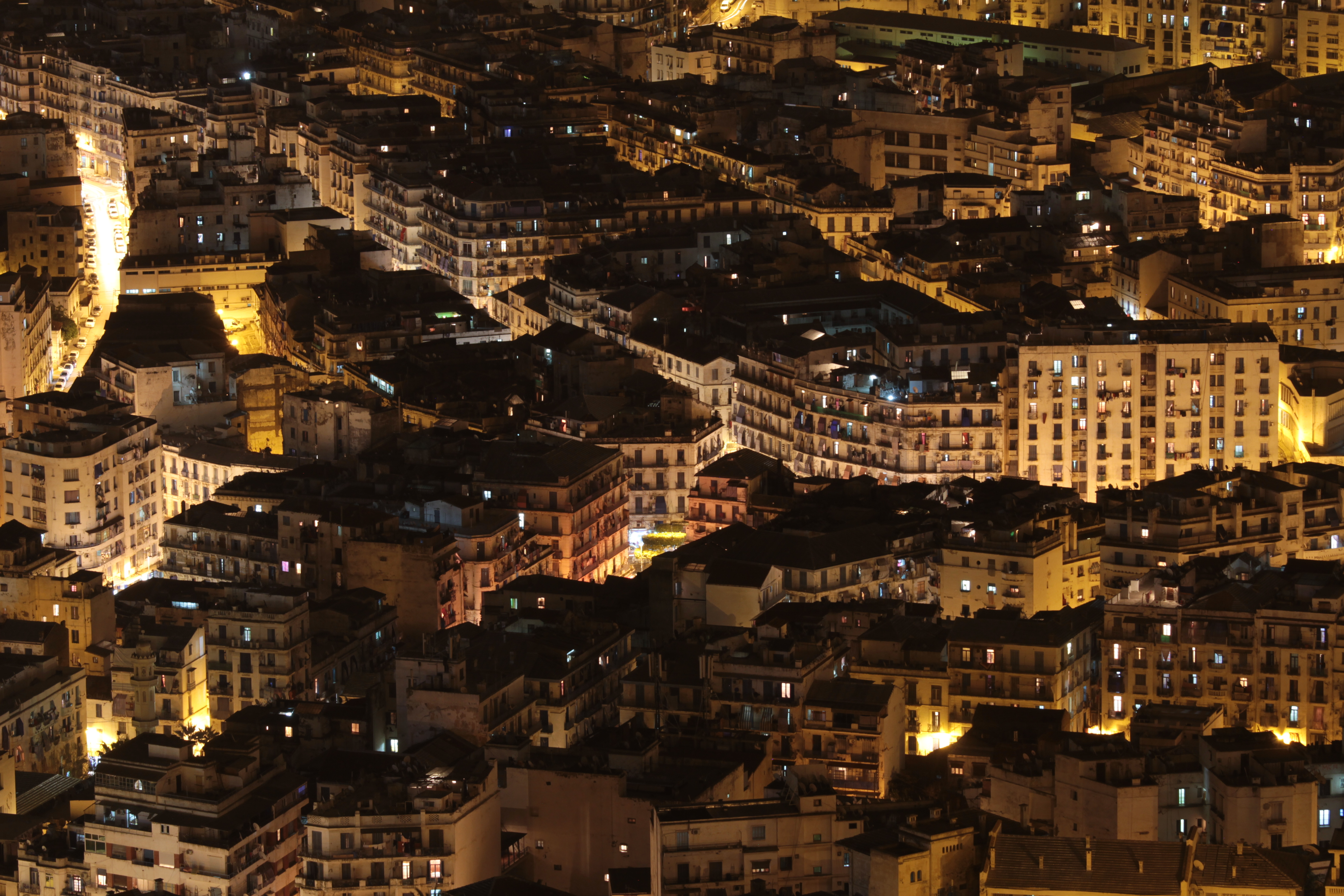
Barrio de Bab El Oued de noche

- Bab El Oued: barrio popular que se extiende desde la Casba más allá de "la puerta del río". Fue uno de los primeros barrios obreros en la época colonial. Son conocidos su plaza de "los tres relojes" y el "mercado Triolet". Residen allí bastantes artistas y es también un barrio de talleres y manufacturas.
- Paseo marítimo: a partir de 1840, los arquitectos Pierre-August Guiauchain y Frederic Chassériau diseñaron nuevos edificios, aparte del ayuntamiento, los tribunales, Se destaca el paseo rodeado soportales. Es hoy el bulevar Che Guevara (ex-bulevard de la República).
- Centro de Argel
- Belouizdad (antiguamente Belcourt)
- Kouba: es un antiguo pueblo que fue absorbido por la expansión de la ciudad de Argel. El pueblo de Kouba se desarrolló rápidamente durante la época colonial francesa, y continuó creciendo debido a la formidable expansión demográfica de después de la independencia de Argelia en 1962. Es hoy un barrio de Argel, que está en gran parte compuesto de casas, villas y edificios que no exceden los cinco pisos de alturas.
- Birkadem
- El Harrach (antiguamente Maison-Carrée)
- Hydra, El Biar, Ben Aknoun y Bouzareah: conforman los llamados altos de Argel. Son barrios tradicionalmente residenciales que albergan embajadas, centros universitarios y varios ministerios.[cita requerida]

## Demografía

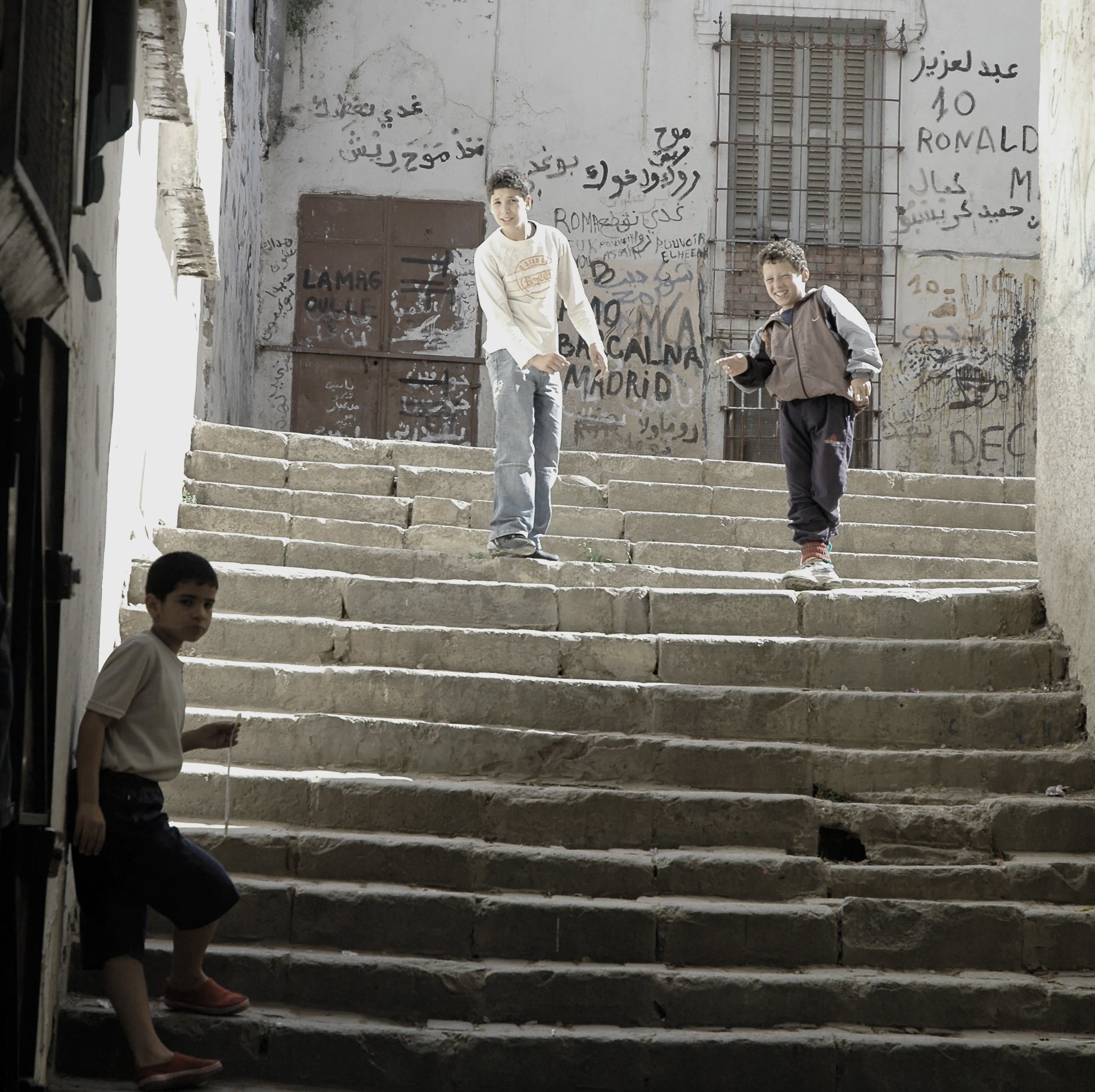
Jóvenes de Argel

Argel tiene una población de 2 072 993 (estimado en 2007).
El 59 % de la población es de origen árabe, el 38 % bereber y el 3 % nacidos proceden del extranjero, principalmente de China, Vietnam y Malí.
| Gráfica de evolución de Argel entre 1830 y 2015 |
|                                                 |

## Arquitectura

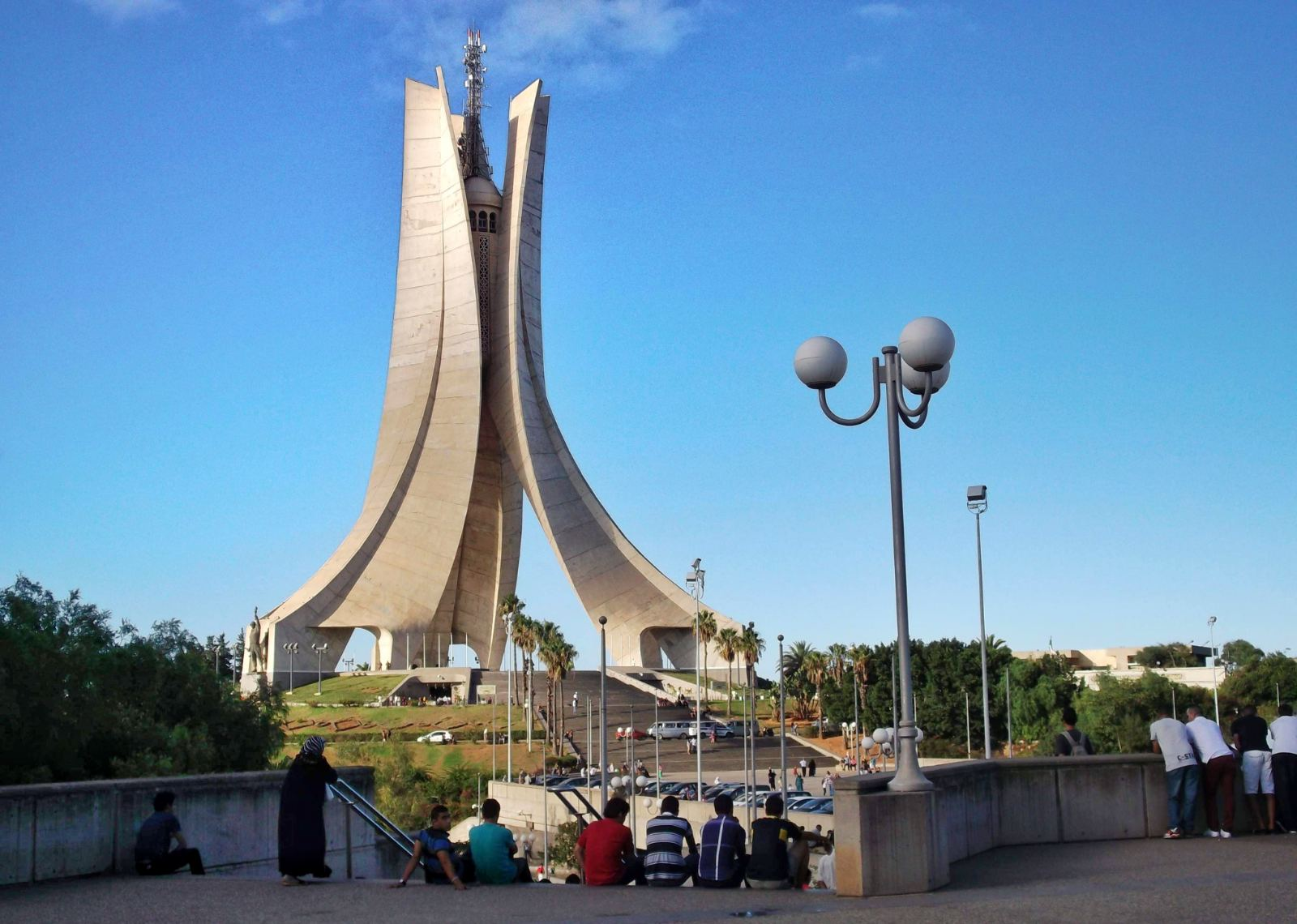
Monumento a los Mártires

Existen en Argel múltiples edificios de interés arquitectónico, como el barrio de la Casba, la plaza de los Mártires (Sahat ech-Chouhada ساحة الشهداء), los edificios gubernamentales, la mezquita de Ketchaoua, la Iglesia católica Notre Dame d'Afrique, el Museo Nacional del Bardo (cuyo edificio era una mansión turca), la antigua Biblioteca Nacional de Argelia (palacio turco edificado finalizado entre 1799-1800) y la Nueva Biblioteca Nacional, construida en un estilo reminiscente de la British Library.
El edificio principal de la Casba se construyó en 1516 en el lugar de un edificio antiguo y sirvió como palacio hasta la conquista francesa. Una carretera atraviesa el centro del edificio, la mezquita se convirtió en cuarteles, y de la sala de audiencias solo quedan ruinas. Existe aún un minarete y algunas columnas y árcos de mármol.

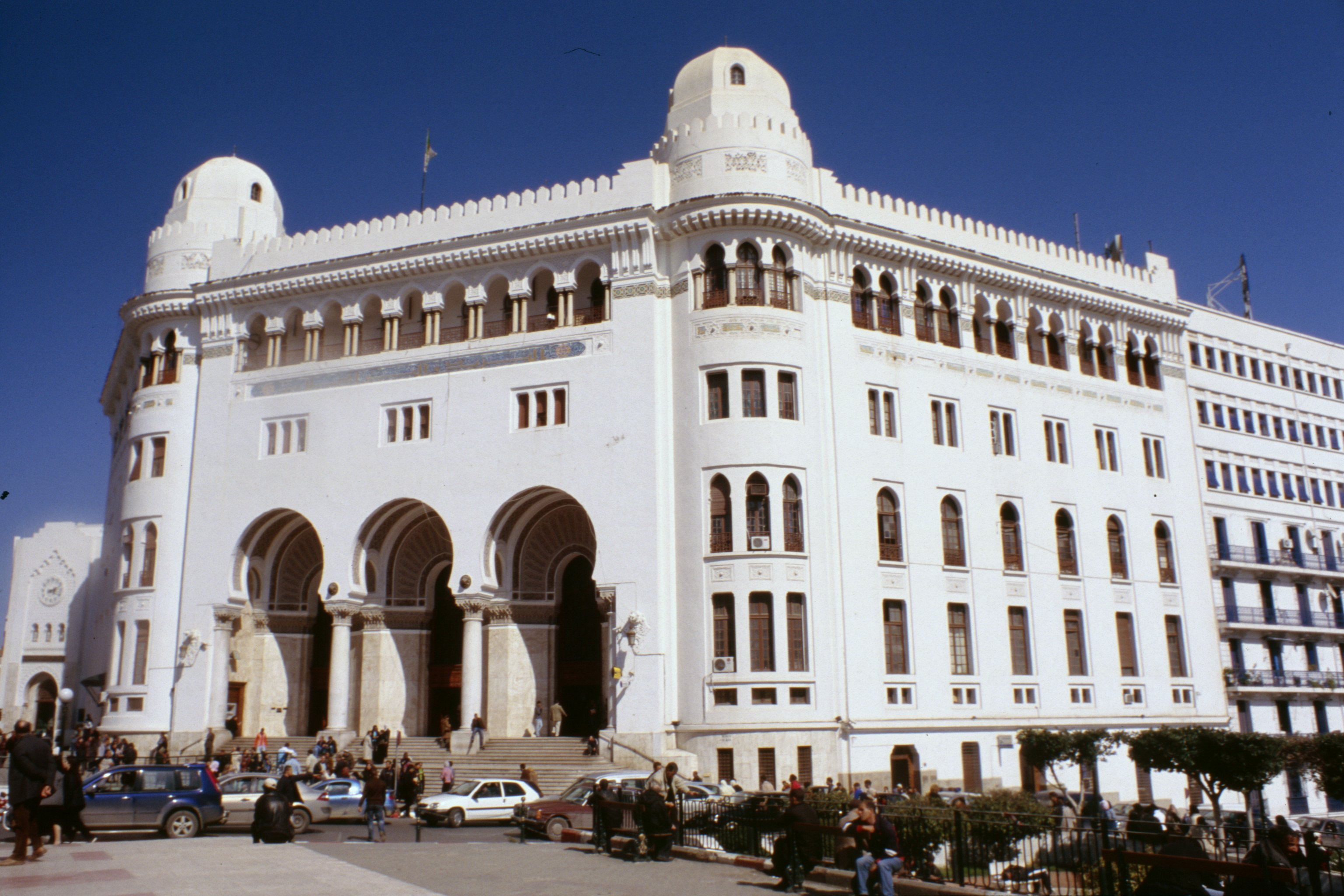
Oficina principal de correos de Argel, de estilo neoárabe.

La Gran Mezquita de Argel (Jamaa-el-Kebir الجامع الكبير) es la mezquita más antigua de Argel. Fue construida originalmente por Yusuf ibn Tasufin, pero reconstruida en múltiples ocasiones. El púlpito (minbar منبر) contiene la inscripción del año en que el edificio fue levantado, 1097. El minarete fue levantado por el sultán de Tremecén, en 1324. El interior de la mezquita es cuadrado y dividido en pasillos por columnas y arcos característicos del arte musulmán.
La Nueva Mezquita (Jamaa-el-Jedid الجامع الجديد) data del siglo XVII y su planta es de cruz griega. En la parte superior se encuentra su gran cúpula, con cuatro pequeñas más en las esquinas. El minarete mide 27 metros de alto y el interior guarda cierta similitud al de la Gran Mezquita.
La iglesia de la Santa Trinidad (edificada en 1870) se localiza al final de la calle d'Isly, cerca del sitio del demolido Fort Bab Azoun باب عزون. El interior está muy decorado con varios mármoles coloreados. Muchos de esos mármoles contienen inscripciones memoriales sobre residentes ingleses (voluntarios y no voluntarios) de Argel desde los tiempos de John Tripton, cónsul británico en 1580.[cita requerida]
También posee una histórica cuyas ciudadela comenzaron en el siglo XVI por los hermanos Barbarroja, Jeireddín Barbarroja y Aruj, y se convirtió en la sede del poder político, económico y financiero de la Regencia de Argel. La ciudadela era el segundo palacio más grande del Imperio otomano, después del palacio de Topkapı de Estambul.
En 1992, la ciudadela, junto con toda la Casba de Argel, fue declarada Patrimonio de la Humanidad por la Unesco.

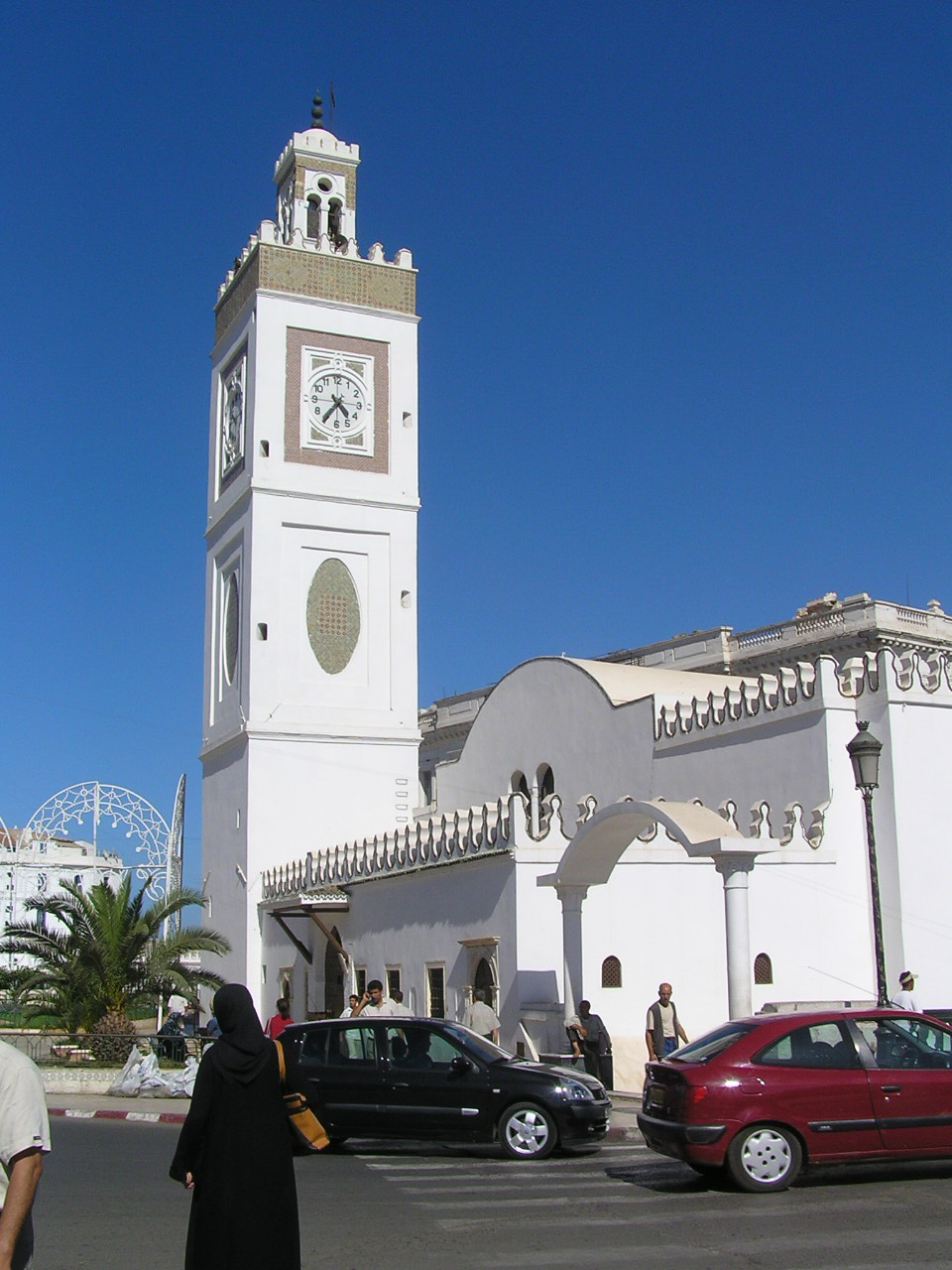
La mezquita Jamaa el Jedid, o "Nueva Mezquita", construida en 1660.

La mezquita de Ketchaoua (Djamaa Ketchaoua جامع كتشاوة), a los pies de la Cásbah, fue antes de la independencia de 1962 la catedral de San Felipe, levantada en 1845 a partir de otra mezquita del año 1612. La entrada principal, que alcanza veintitrés escalones, está muy ornamentada con un pórtico sostenido por cuatro columnas de mármol. Varias de esas columnas proceden de la mezquita original. En una de las capillas reposan los restos de san Jerónimo. La construcción del templo recibe influencias del arte musulmán y bizantino.
Argel posee una universidad con facultades de derecho, medicina, ciencia y letras. El Museo nacional del Bardo contiene algunas esculturas antiguas y mosaicos descubiertos en Argelia, juntos con medallas y dinero argelino. El puerto de Argel es salvaguardado de todos los vientos. Hay dos puertos, ambos artificiales: el puerto viejo o del norte y el del sur o puerto de Agha. El puerto del norte cubre un área de 95 hectáreas. Una apertura en el embarcadero del sur permite una entrada en el puerto de Agha, construido en la propia Bahía Agha. Dicho puerto tiene también una entrada independiente sobre su lado sur. El puerto interior fue construido en 1518 por Khair-ad-Din Barbarossa. El faro que situado en el Fuerte de Penon fue construido en 1544.
Argel fue una ciudad amurallada desde el comienzo de su historia hasta el final del siglo XIX. Los franceses, después de su ocupación en la ciudad (1830), construyeron una muralla, un parapeto y una zanja, con dos fortalezas terminales, Bab Azoun al sur y Bab-el-Oued al norte. Las fortalezas y la parte de las murallas fueron demolidas a comienzos del siglo XX.
La iglesia de Nuestra Señora de África, construida entre 1858-1872 en una mezcla de los estilos romanos y bizantinos, está situada sobre el nivel del mar, en las colinas de Bouzareah, dos millas al norte de la ciudad. Encima del altar está la estatua de la Virgen representada como una mujer negra. La iglesia también contiene una estatua sólida de plata del Arcángel Miguel, perteneciente a la cofradía de pescadores napolitanos.

### Otros sitios de interés

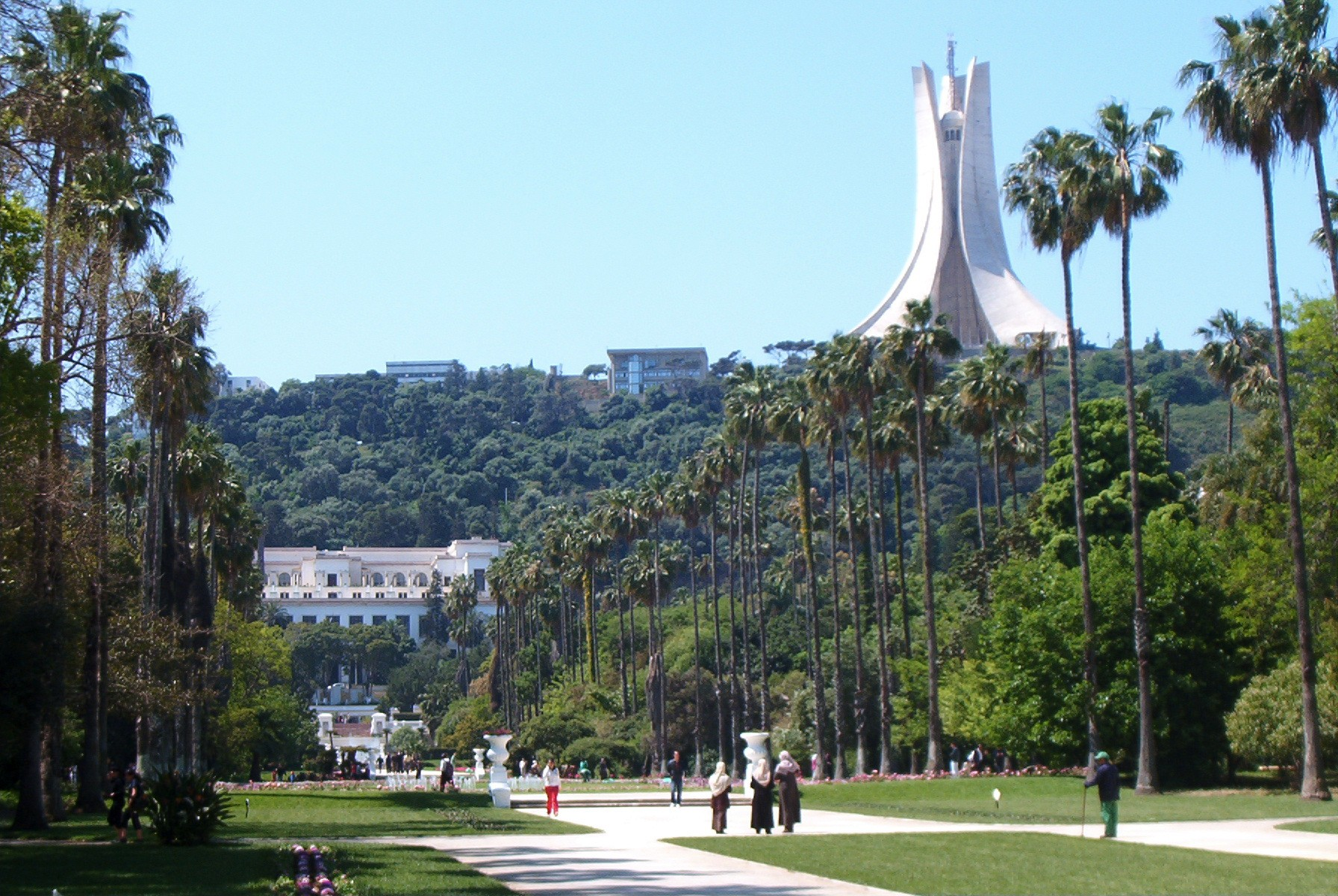
El Museo de Bellas Artes visto desde el Jardín de Pruebas de Hamma.

En Argel se encuentra el jardín botánico de Hamma, un jardín de pruebas creado en 1832 y considerado uno de los más importantes del mundo. En el barrio de Belouizdad está la cueva de Cervantes, donde se refugió Miguel de Cervantes en su segundo intento de fuga cuando estaba preso en Argel.

## Transporte

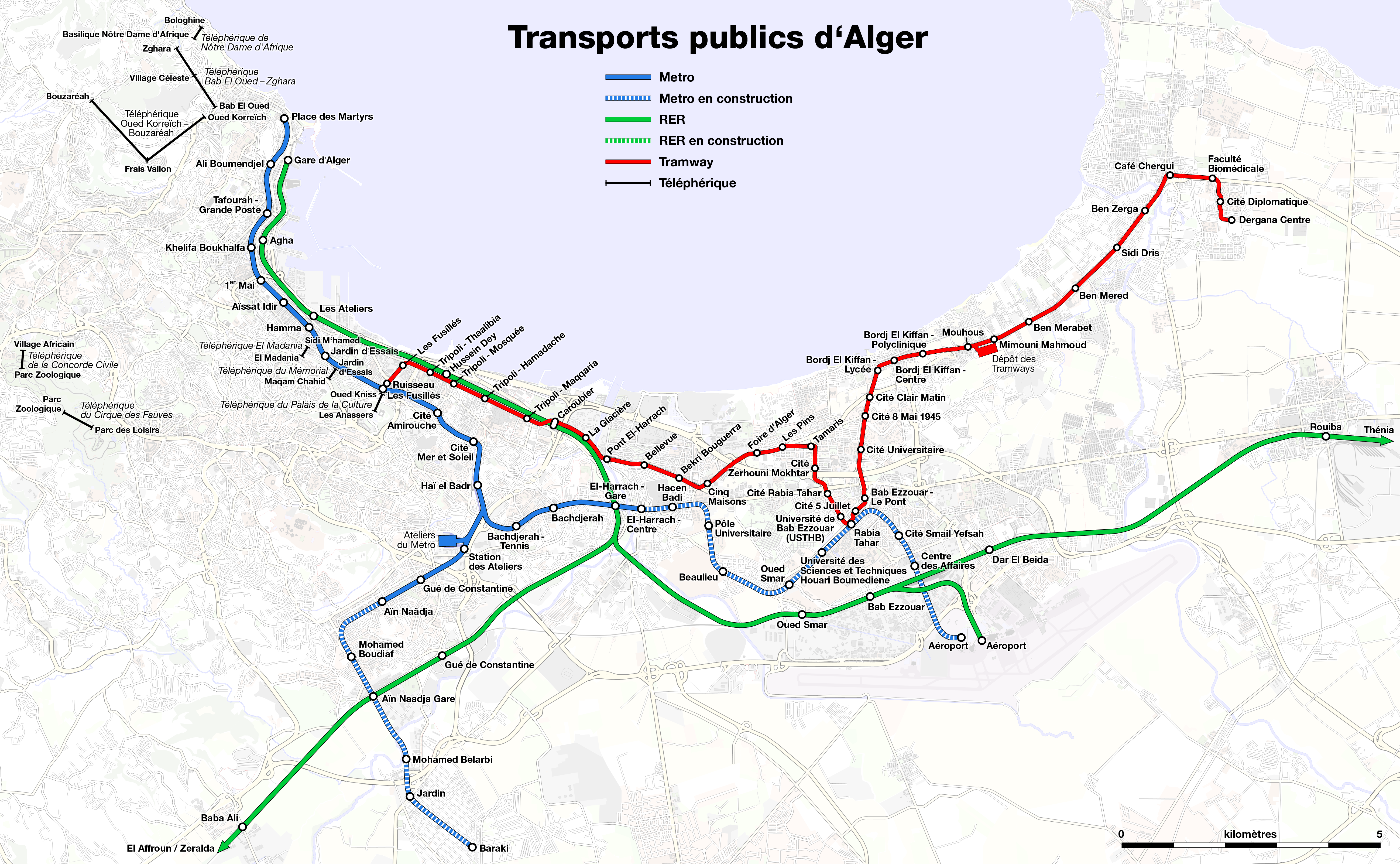
Transportes urbanos de Argel.

### Autobuses y teleféricos
La empresa de transportes urbanos y suburbanos de Argelia (ETUSA) lleva el servicio de autobuses en Argel y las zonas periféricas. Están en funcionamiento 54 líneas, que operan desde las 5:30 h hasta las 00:45 h.
ETUSA gestiona también los cuatro teleféricos de la ciudad de Argel: el teleférico del Mémorial, el teleférico de El Madania, el del Palais de la Culture y el de Notre Dame d’Afrique.

### Ferrocarril, metro y tranvía
Los servicios ferroviarios están gestionados por la empresa estatal SNTF (Société Nationale des Transports Ferroviaires en francés, Sociedad Nacional de los Transportes Ferroviarios en español) conectando el centro de la capital con su periferia y con varias ciudades. Posee 3572 km de vías a lo largo del país.
Se está construyendo una línea de tranvía para conectar el centro con el este de la ciudad, yendo por el litoral, con una longitud prevista de 23 km y un total de 38 estaciones. En mayo de 2011 el primer tramo, de 7,2 km de largo y 13 estaciones, entró en servicio. Une los barrios de Bab Ezzouar y Bordj El Kiffan.

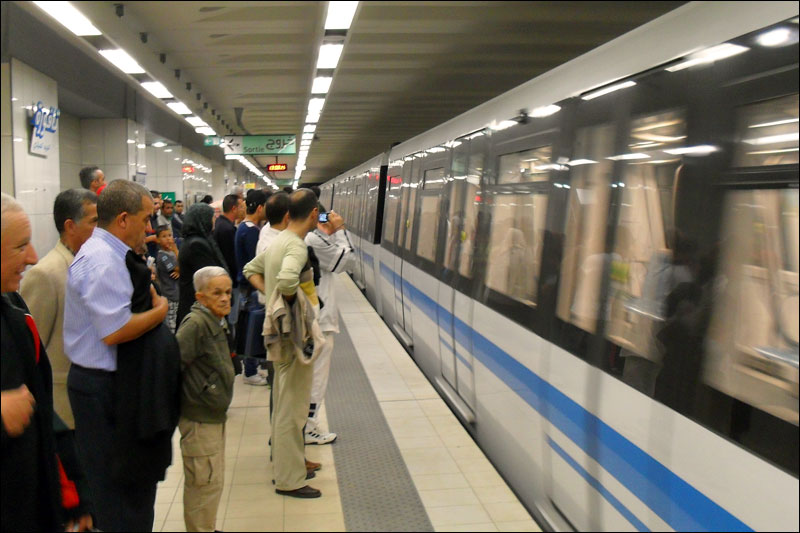
Personas en el metro de Argel

La primera línea del metro de Argel fue inaugurada el 31 de octubre de 2011, convirtiendo así a Argelia en el segundo país africano con un sistema de metro. La línea une el barrio de Haï el Badr con la plaza de la oficina central de correos (Grande Poste), en el corazón de la ciudad. Tiene 10 km de largo y 10 estaciones.

### Aéreo
El Aeropuerto Internacional Houari Boumedienne está localizado en Dar el Beïda (antiguamente Maison Blanche), a 20 km de la ciudad. Un autobús conecta el centro de la ciudad con el aeropuerto cada treinta minutos, y el centro de la ciudad está conectado al aeropuerto por una línea de ferrocarril. La terminal está operada por la empresa argelina SGSIA (Société de gestion des services et infrastructures aéroportuaires en francés, Empresa de Servicios Aeroportuarios y Gestión de Infraestructura en español).
Tiene tres terminales y ofrece vuelos a ciudades de Europa, África occidental, Oriente Medio, Norteamérica y Asia.

## Argel en el cine y la literatura
Los sucesos de la guerra de la independencia son narrados, en un estilo semidocumental y sin concesiones, en la película La batalla de Argel (1965) de Gillo Pontecorvo, la cual obtuvo el León de Oro del Festival de Venecia en 1966.
El escritor argelino Yasmina Khadra, un clásico de la novela negra, describe sin piedad en sus obras, especialmente en la Trilogía de Argel y Lo que sueñan los lobos, la historia convulsa de los últimos años del país, denunciando tanto el advenimiento del integrismo islámico y sus métodos terroristas como la represión gubernamental, la pobreza y el caos fruto de la corrupción del poder, las diferencias sociales, la ausencia de libertades y la ausencia de perspectivas.
La mayor parte de la trama de El extranjero de Albert Camus se desarrolla en la Argel de mediados del siglo XX.

## Deporte
Argel es el mayor polo deportivo de Argelia. En distintas disciplinas, los clubes de Argel han conseguido muchos títulos nacionales e internacionales, además cuenta con un enorme complejo deportivo (Complejo OCO-Mohammed Boudiaf). Entre los estadios más importantes de la ciudad cabe destacar el Stade 5-juillet-1962 (Estadio 5 de julio de 1962), con capacidad para 70 000 espectadores, y el Stade 20 Août 1955 (Estadio 20 de agosto de 1955), con capacidad para 15 000 espectadores. En el primero suele disputar sus partidos como local la selección argelina de fútbol.
Argel ha sido la sede de los siguientes eventos deportivos:
- Juegos Mediterráneos de 1975.
- Juegos Panafricanos de 1978 y de 2007.
- Copa Africana de Naciones 1990.
- Campeonato Africano de Balonmano de 1989 y 2001.
- Juegos Panarabicos de 2004.
- Campeonato FIBA África 2005.
- Campeonato Mundial de Voleibol Masculino Sub-19 de 2005.

### Clubes de fútbol
Los principales clubs de fútbol de la ciudad son:
- CR Belouizdad
- MC Alger
- USM Alger
- NA Hussein Dey
- Paradou AC
- El Harrach USM
- RC Kouba
- El OMR Annasser
- DNC Argel (ahora extinto)

| Predecesor: Esmirna | Ciudad Mediterránea 1975 | Sucesor: Split |

## Ciudades hermanadas
Argel está hermanada con las siguientes ciudades:[cita requerida]
- Pekín (China)
- Berlín (Alemania)
- El Cairo (Egipto)
- París (Francia)
- Montreal (Canadá)[24]
- Sofía (Bulgaria)
- Rabat (Marruecos)
- Londres (Reino Unido)
- Túnez (Túnez)
- Esmirna (Turquía)
- Moscú (Rusia)
- Barcelona (España)
- Ginebra (Suiza)
- Trípoli (Libia)
- Roma (Italia)
- Dakar (Senegal)
- Ámsterdam (Países Bajos)
- Shanghái (China)
- Burdeos (Francia)
- Dubái (Emiratos Árabes Unidos)
- Santiago (Chile)
- São Paulo (Brasil)
- Asunción (Paraguay)
- Tiro (Líbano)
- Buenos Aires (Argentina)
- Córdoba (Argentina)
- Bosaso (Somalia)